# Clara Woltering
Clara Woltering (Münster, 1983. március 2.) német kézilabdázó, jelenleg a Borussia Dortmund játékosa.

## Nemzetközi karrier
Woltering 2003-ban szerepelt először a német válogatottban, a 2004-es Európa-bajnokságon ötödik, a 2005-ös világbajnokságon pedig hatodik lett. A 2006-os Európa-bajnokságon a német válogatottal a negyedik helyen zárt, a 2007-es világbajnokságon bronzérmes lett.
Részt vett a 2008-as pekingi olimpián ahol a német nemzeti válogatottal a tizenegyedik helyen végzett.

## Klubkarrier
2012-ben és 2015-ben BL-győztes lett a Budućnost Podgorica csapatával.